# Sofia (rivier)
De Sofia is een rivier die stroomt door de gelijknamige regio in het noordwesten van Madagaskar. Ze ontspringt op 1784 meter hoogte op het Tsaratananamassief en is 350 kilometer lang.